# وانگ یینگ
وانگ یینگ (انگلیسی: Wang Ying؛ متولد ۱۵ فوریه ۱۹۸۴) یک تکواندوکار چینی است.
وی در مسابقات قهرمانی تکواندو جهان ۲۰۰۳ مدال نقره را از آن خود کرد. در مسابقات قهرمانی تکواندو جهان ۲۰۰۵ در مادرید با پیروزی بر بریژیت یاگو در بازی نهایی، مدال طلا را در دسته مگس‌وزن (سبک‌وزن) بدست آورد. او در بازی‌های آسیایی ۲۰۰۲ برنده مدال برنز شد.